# 長崎市立橘小学校
長崎市立橘小学校（ながさきしりつ たちばなしょうがっこう、Nagasaki City Tachibana Elementary School）は、長崎県長崎市かき道5丁目にある公立小学校。

## 概要
歴史
東長崎地区の団地造成で同地区の児童数が増加し、長崎市立矢上小学校がマンモス化したため、1987年（昭和62年）に分離独立の上、開校。2012年（平成24年）に創立35周年を迎えた。
校章
橘の木・実、橘湾を平仮名の「た」（橘の頭文字）の文字に見えるように図案化。
校歌
作詞は吉富新一、作曲は一瀬克己による。2番まであり、両番とも「たちばな橘明るいわが家」で終わる。
校区
かき道1~6丁目、東町(1094~1778番地)

## 沿革
- 1987年（昭和62年）
  - 4月1日 - かき道4丁目に「長崎市立橘小学校」（現校名）が開校（55番目の市立小学校）。長崎市立矢上小学校から新2年から新6年までの276名が転入。
  - 5月 - PTAが発足。開校記念運動会を実施。
  - 11月 - 校章を制定。
  - 12月 - 校旗を制定。
- 1988年（昭和63年）3月 - 校歌を制定。第1回卒業式を挙行。
- 1990年（平成2年）10月 - 住所番地が「かき道5丁目140番」に変更。
- 1994年（平成6年）2月 - 住所番地が「かき道5丁目2番16号」（現表記）に変更。
- 1997年（平成9年）11月 - 第1回たちばなちびっ子フェスタを開催。
- 1998年（平成10年）- この年度、在籍児童数が1,303名、学級数36学級と最大を記録する。
- 2004年（平成16年）4月 - 肢体不自由対象の特殊学級（現・特別支援学級）を開設。
- 2005年（平成17年）4月 - 知的障害対象の特殊学級を開設。

## アクセス
最寄りのバス停
- 長崎県営バス「たちばな小学校」バス停から徒歩すぐ。

最寄りの国道・県道
- 国道251号
- 矢上大橋

## 周辺
- 長崎市立橘中学校 （橘小学校と同時に開校）
- 矢上団地
- 長崎市橘地区ふれあいセンター
- 長崎県警察長崎警察署橘交番
- 矢上団地郵便局

## 関連事項
- 長崎県小学校一覧